# 农校篝火
农校篝火（Aggie Bonfire）是德州农工大学的一项歷史悠久的校园传统，同时也是该校与德克萨斯大学奥斯汀分校的大学竞争的一部分。九十年来，德州农工学生，也称Aggies，每年秋季都在校园里搭建篝火。农校社区将其简称为“篝火”("Bonfire")。这个每年秋季举行的项目标志着农校学生的“痛打德大（t.u.)的强烈欲望”，而德大（t.u.)是德州农工大学对德克萨斯大学（University of Texas,简称实为）的贬称。篝火传统上在感恩节前后点燃，与每年和大学橄榄球比赛相关的节日合并举行。
虽然早期的篝火不过是燃烧成堆的垃圾，但随着时间推移，年度项目变得有组织。多年后的篝火已经尺寸巨大，并在1969年创造了世界纪录。几十年来，篝火一直是蓬勃的大学传统，直到1999年，建造过程中的坍塌造成了12个人死亡（11个在校学生和1个校友）和27个人受伤。
这次事故导致德州农工大学宣布中止官方性的篝火。自2002年起，一个学生發起的联盟，本着前人的精神，开始自行搭建未經许可的校外“学生篝火”（Student Bonfire）。

## 早年
德州农工大学的前身-德克萨斯农业机械学院的学生，在1907年11月18日为庆祝一场橄榄球队比赛的胜利而首次点燃篝火。而第一次校内篝火则在1909年被点燃，用以体现对一系列比赛项目的激情。这时的篝火不过是一些垃圾和杂物。十年后，点燃篝火的范围被收缩到感恩节前后在德州农工大学和德州大学之间的那场一年一度的橄榄球比赛。早期的篝火没有什么记录，1921年的德州农工大学的年鉴中提到了对抗德州大学比赛前的“最后集结”，但并未指向篝火。六年后，学校年鉴中首次包括了篝火的照片。
大一新生们被期待在搭建篝火的过程中证明他们的价值。在此后将近二十年中，学生搭建篝火的材料为杂物和各种途径得来的木头，有时甚至不惜使用非法手段，如1912年挪用了用于建造宿舍的木材。1935年，一个农民举报说，学生们扛走了他整个谷仓的木材用作篝火燃料。为杜绝此类事件的发生，大学将篝火设为校立项目。次年，学校开始提供斧头、锯子及卡车给学生，并指示他们去城镇边缘的一片死树林去获得木材。
20世纪40年代，学校文件描述篝火为“橄榄球季最大的事件”。1947年学生兵团手册说“篝火象征着两件事；击败德州大学球队的强烈欲望，和每个忠诚农校学生心中对学校怀着的不朽爱之火焰；”通常将此缩写为“痛打德大的强烈欲望”。
1942年篝火的设计有所改变。为摄制《我们从未输过》（We've Never Been Licked）这部电影，环球影城搭建了个篝火用作电影道具。结构采用了类似梯皮帐篷的设计，所有木头相互依靠成一个锥形。木头放置的角度在23和30度之间，使帐篷有“巨大的纵横向抵抗力”。这使得篝火可以从25英尺（8）涨到超过50英尺（20）。随后农校学生用了新方法，梯皮帐篷的形式就成为随后25年的设计标准。
1952年开始，篝火完全用新砍伐的原木搭建。第一个致命事件是1955年的一个学生被突然转向的汽车撞到。同年（原因无关），篝火从纪念学生中心前的辛普森操场搬到学生军团（军团指挥官监督建设篝火）宿舍附近的邓肯场。1957年，篝火举行前两日，结构倒塌，但是学生日夜不停地重建，篝火得以如期举行。
在此期间，德州大学尝试了多个伎俩乘早偷偷点火，但无济于事。1933年和1948年，德大的学生租用一架飞机并尝试投下燃烧弹到柴堆上。其中有一个例子，飞机燃油不足，只得迫降到大学城的Easterwood机场，于是飞机的木质部分也成了那年篝火的一部分。1956年，尝试在篝火地点安置炸弹的举措未能成功，20世纪70年代末，大学城站警官因为尝试在计划前点燃篝火而被开除。学生在他成功点燃前发现了他并追着他满校园跑。1999年，长角牛（德州大学奥斯汀分校的田径项目团队）的粉丝雇人建造六尺高的模型飞机携带炸弹飞入木堆提早将它点燃。“篝火悲剧发生时，他实际还在飞机建造的过程中，”Mel Stekoll说。“那时，我们废弃了这计划。我们将在下一年计划再试。”

## 组织改变与扩张
1965年，德州农工学生军团改为自愿参加。此前，军团指挥官指导篝火搭建。然而，因为军团无权命令“non-regs”（未登记学生军团的学生），也就是市民学生，所以设立了一个分离的篝火领导组织。新领导用彩色头盔(pots)标出，总领导称为“redpots”（红头盔）。
1963年，军团和非军团学生首次共同搭建篝火。火堆计划燃烧日期仅在肯尼迪总统遇刺后几天。出于尊重，学生瓦解火堆。啦啦队长麦克·马洛解释说，“这是我们的全部了，也是至少我们能给的。”
随后几年，篝火结构变得更加精良，1967年，火焰可以在25英里（40）远看到。1969年，木堆以109英尺10英寸（33米）高的篝火创造了世界纪录。出于参与者和社区的安全考量，大学限制尺寸到55英尺（17）高，直径45英尺（14）宽。作为额外的预防措施，附近校园大楼配备了屋顶喷淋系统。尽管新设立了高度限制，20世纪70年代，吉尼斯世界纪录仍将农校篝火列为世界上最大的篝火。

## 设计变更
| 阶段  | 描述                               | 时长 | 大约开始日                         |
| ----- | ---------------------------------- | ---- | ---------------------------------- |
| 砍/装 | 砍伐树木，手工装上卡车运回校园卸货 | 4周  | 十月                               |
| 堆积  | 原木靠着中心杆捆绑                 | 3周  | 十一月初                           |
| 推进  | 24/7不停，完成最初四层             | 10天 | 堆积日最后十年                     |
| 完成  | 红头盔建立最后两层                 | 1天  | 燃烧前一天                         |
| 燃烧  | 木堆浸泡航空煤油和点火             | 1天  | 对抗德州长角牛橄榄球比赛的前一两晚 |

1978年，篝火从之前的帐篷设计改为婚礼蛋糕风格，上层木堆可以楔入下层木堆。结构围绕强化的中心杆搭建，中心杆由两个电线杆通过刻相匹配的凹槽拼接而成，大约10英尺（3）长，用胶5美制加侖（19公升）。螺栓穿过钢板（钢板-电线杆-电线杆-钢板，两处栓接总共使用四块钢板）把两电线杆栓在一起，一条长3⁄8英寸（9.5）的绳子捆着这两处栓接，绳子用钢钉绑在杆子上。周围有四个杆放在150英尺（46）远处，绳子在周围的杆和中心杆之间连接，拉力使中心杆牢牢结合。中心杆直立后，数千原木直立地放在它旁边，像是多层结婚蛋糕一样。到1984年，原木仅仅倾斜14度。原木螺旋式的摆设设计，是为了让篝火扭转运动时向自身塌下，因此可以保护观众。惯例说如果篝火烧过午夜，那么TAMU就会赢得次日的橄榄球比赛，但是婚礼蛋糕设计的引进却大幅加快了篝火塌下，有时候甚至只烧30或45分钟。
20世纪60年代的篝火搭建为5到10天，主要在白天工作，但20世纪70年代末，学校有所改变，搭建更加精良，日程也更久。十月下旬“砍伐”工作开始，用斧头砍倒树木，这得花好几个周末。砍后，叫做“装車”的过程中，学生把原木运回校园，装车过程为手工操作。11月初，组员开始“堆积”过程，三周的时间，将原木捆绑在一起，于是篝火成形。堆积将近结束时，在“推进”过程中，学生轮班不停地工作。六堆的下面四堆是由经过安全训练的参与者搭建的。篝火计划燃烧前的一天，大三的“红头盔”搭建第五堆，而后大四“红头盔”搭建第六堆。

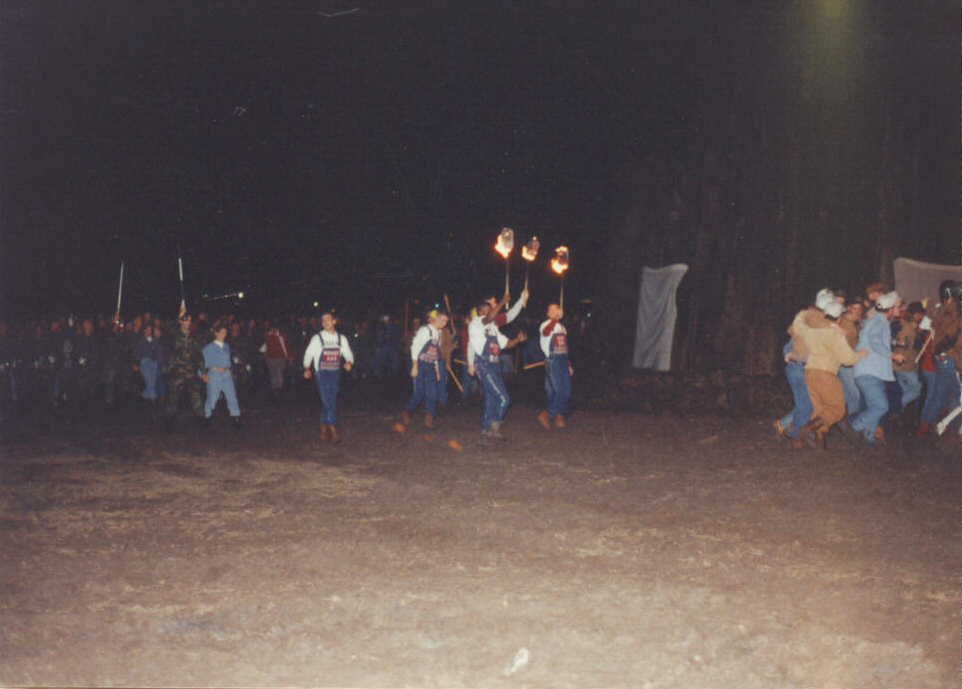
1992年啦啦队长和战斗德州农工乐队跟随着红头盔在点燃前的篝火周围

堆积期间，为保证安全，组织者守在工作区四周，只允许接受过安全训练的学生通过。当地建筑公司赞助的起重机用于辅助将原木吊上较上的堆层，公司的志愿者就在附近，可随时提供资讯。紧急医疗技术人员也要求随时在场，同一时间内木堆上不许超过70个学生。一旦木堆完成，“[象征着]德大联谊会会堂的橙色外屋”喷涂着对对手德大奥斯汀的贬损话语，然后放在木堆顶端。
虽然每年两到五千学生参与篝火搭建，大多数只是兼职工作，多数人只工作一或两轮。学生工人由宿舍或军团部队组织，包括一个离校的学生团队。许多以前的学生参加在还是学生时所处的团队。每个团队分配了指定轮班，但个人不限于只能工作指定的轮次。参与篝火搭建的学生穿着“grodes”—旧T恤，牛仔裤，靴子。按照传统，grodes要么篝火烧过后再洗，要么干脆不洗。

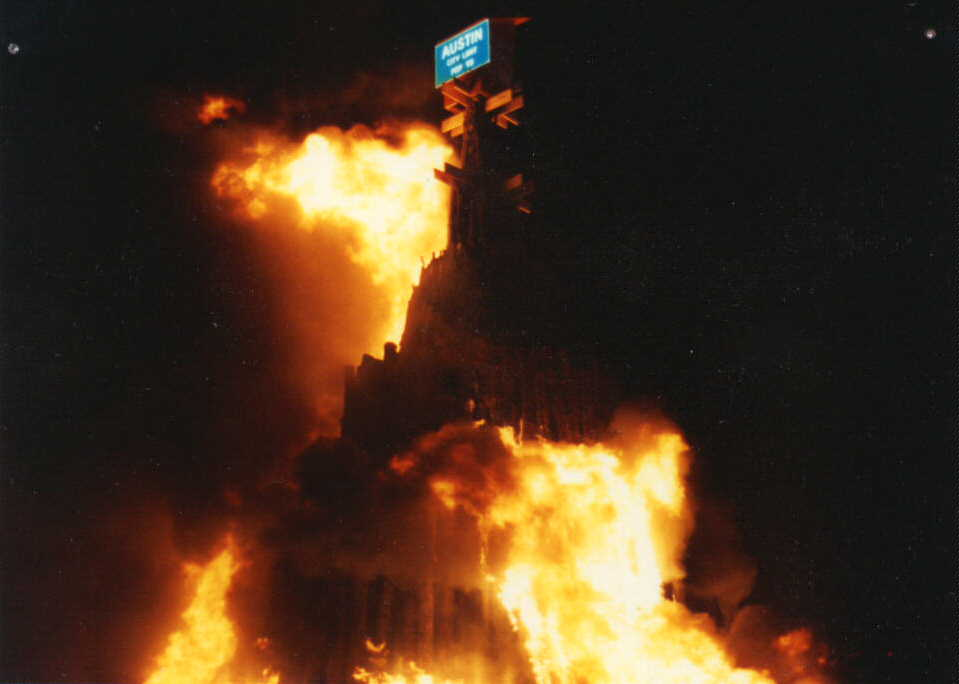
1989年或1990年的篝火（顶端有奥斯汀市区范围路牌）

1983年，大学城市开始制造奥斯汀城市边界牌给学生放在篝火顶端，目的为让学生停止偷窃奥斯汀的路牌。战斗德州农工军乐队开始建造外屋，结束了偷窃篝火组件的传统。

## 争议

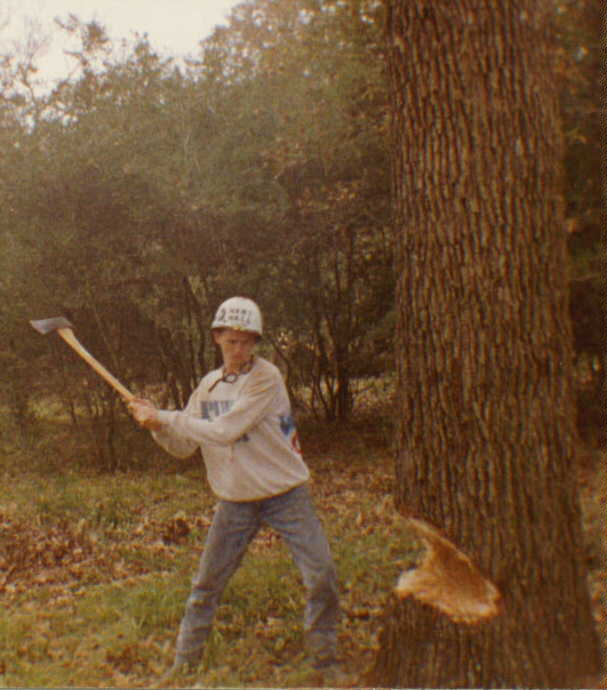
一个学生在给篝火砍树

虽然女性可以在20世纪60年代后期供应咖啡和提供急救，1974年她们还是被禁止砍伐和堆积。禁令在1979年废除，女性再次允许参与砍伐，1981年禁令完全废止。早期几乎没有女性参加，因为女志愿者得遭受男性同行的谩骂。1987年，两个学校年鉴的女摄影师声称男工人，在她们拍树立中心杆照时，栽赃和对她们言语污秽。红头盔回应道，女性一直欢迎参与，只要她们做分内之事，而且说女摄影师站的位置靠近木堆，十分危险。为了找到自身篝火组织的地位，女学生成立了完全由女性组成的篝火重装组，为工作在砍伐和堆积的人提供点心。
伤害一直困扰着建设过程。1981年，学生威利·基思·乔普林（Wiley Keith Jopling）被砍伐地点的拖拉机碾过后死亡。1985年，砍伐点的一个学生臀部折断，1989年，另一个学生因木头压到了手而失去两根手指。过程中骨折和截肢非常罕见，但是许多学生遭受割伤，擦伤，或者接触毒藤。
20世纪80年代见证了篝火仪式时的酒类消费增长。1988年，警方派发出140张未成年人持有（酒精）（Minor in Possession）的传票并且逮捕了六人。次年，因为预计会逮捕大量的酒精违法人员，当地警局首次带囚车去现场。燃烧期间，共有来自TAMU，大学城警局，德州酒精饮料委员会的多达150警员值守。
1989年，因为担心安全问题，参与者的学习表现问题，人道主义关怀，环境问题，代表17个教派的校园部门协会一致同意决定要求大学改变篝火。马上，教授代表之全体委员会决定安排小组研究篝火的代替品。
自1970年来虽然有学生抗议篝火的环境影响，但是十几年来没有变化。1990年，学生Scott Hantman向篝火领导层寻求帮助，解决问题。于是该组招揽志愿者，并在1991年春天，种植400棵树。从那以后，每年的农校植树的传统流传下来。自从1994年植树活动有了自己的学生自治委员会后，该活动成为独立于篝火的活动。

## 晚期

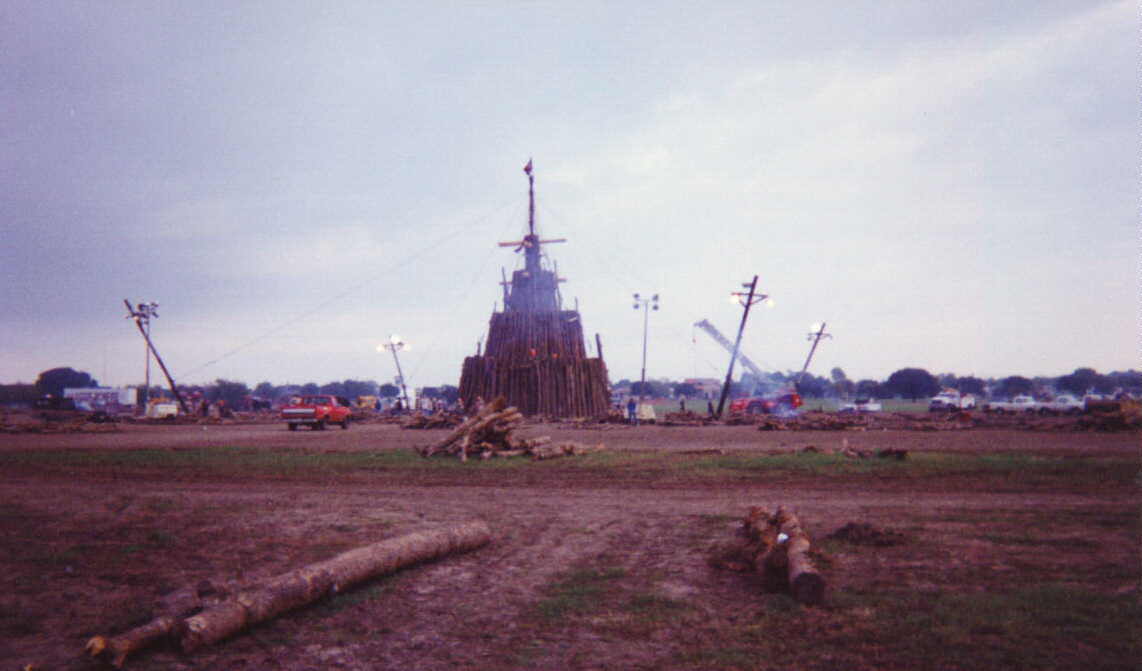
正在完成1994年篝火重建的学生

在TAMU校园南侧的邓肯校内场地举办27年后，1992年，篝火改到校园东北角的马球场。因为场地更加隔离，面积更大，所以这里成为更加安全的位置。1994年大雨后，土地位移，部分完工的篝火开始慢慢倾向一边。计划燃烧前的一周，学生官员看到预兆后，清空场地，拆解篝火。九个拖拉机，两个推土机，两个叉车拆解了已经完成70%的高40英尺（12）宽45英尺（14）的木堆。
1994年，世界上数千人见证了篝火塌下。TAMU计算机科学系架设了一台相机并瞄准篝火地点，而且每10分钟拍摄一张照片，并将之发布到互联网上。塌下那天，超过29,000人浏览此网站，而在当时全球只有2千万人可接入互联网。
学生和校友聚集在马球场，日夜不停，为比赛及时重建篝火。完成时间仅仅在计划燃烧前几个小时。1994篝火后，两吨石灰铺撒在马球场来巩固地面。这层石灰硬化得如同混凝土。
1996年，学生格雷格·怀特（Greg White）在从砍伐地回家的路上死于车祸。这个学生和同伴骑在皮卡的后厢上，当时因为司机失控，卡车翻滚。其他九名学生也因此受伤。
在其晚年，当地有些地主希望有人清理土地来建房或种植，学生就用他们捐赠的木头来搭建篝火。20世纪90年代后期，每年使用8000多根木头，耗约5000学生，125,000工时来建造。在本校举行的对抗德州大学的年度橄榄球比赛的前夜，在奥斯汀分校举行比赛的前两夜，A&M消防训练学校的工作人员泼洒上700磅（318公斤）的航空煤油后，啦啦队长，军团鼓手长，红头盔用火炬点燃木堆。
现在和以前的学生中，此事非常流行，人们从全州和全国赶来这里看篝火。大学城65英里（105）内的旅馆房间在篝火燃烧前几周或者几月前就被预订。人群数量有30,000到70,000人，这取决于天气和农校橄榄球队的实力。1998年福克斯西南体育频道（Fox Sports southwest）直播了篝火。

## 1999年坍塌

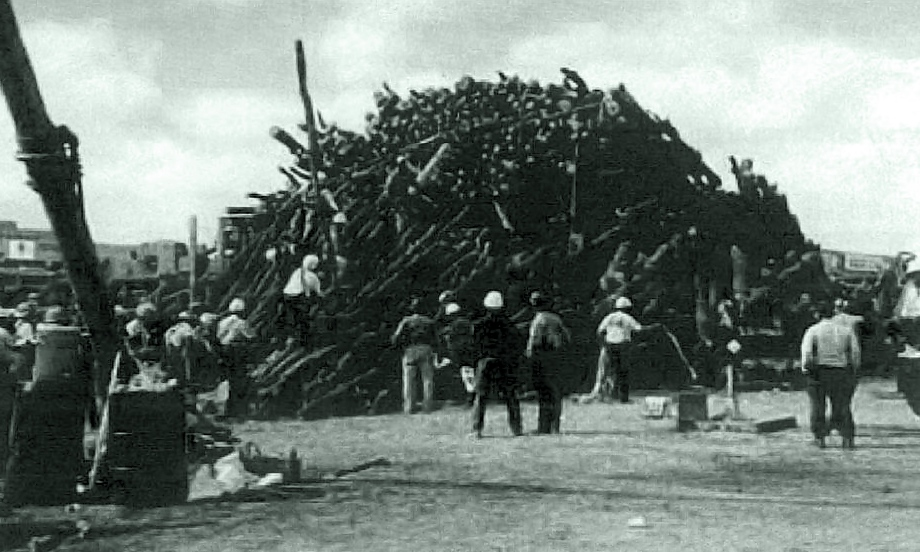
1999年11月18日篝火搜救

1999年11月18日上午约2點42分，有5000根左右的木头，40英尺（12）高的木堆，在搭建过程中坍塌。58个在木堆上工作的（前）学生中，12人死亡27人受伤。就在坍塌之后，急救医疗医生和受训过的德州A&M紧急护理团 （页面存档备份，存于）(TAMECT)（学生运作，志愿参加的德州农工大学第一响应者，篝火搭建的每个步骤都提供人员）的现场应急人员立刻進行验伤分类病人和执行急救措施。TAMECT医疗兵发送警报给大学警察 （页面存档备份，存于）和TAMU紧急医疗服务 （页面存档备份，存于）（EMS）（同样是学生运作的服务），EMS派遣所有余下的大学医护人员，同时要求周边EMS，消防，警察机构协同帮助。除了有来自大学城和布莱恩的德州EMS，消防，警察部门的协同帮助外，德州第一特遣队（本州的精英紧急响应小组），也到达参与协助救助工作。
救援行动超过24小时；为避免重型设备导致再次坍塌而伤害被困人员，救援活动决定手工搬运木头，所以节奏较慢。学生们（其中有整个TAM橄榄球队队员，以及学生军团大部分成员）赶到现场帮助救助工作者移开木头。TAM土木工程系也被召集来检查现场并帮助工作者决定安全移开木头的顺序，在德州林务局的要求下，德州亨茨维尔Steely伐木公司送去了搬木设备和操作人员。篝火幸存者约翰·康斯托克（John Comstock ）是最后一个从火堆中救出的活人。他在医院住了几个月，之后左腿截肢，右侧部分瘫痪。2001年康斯托克返回A＆M完成学业。

### 反响
倒塌几分钟内，关于事故的言语在学生和社区间流传。日出前，事故成为全球新闻报道的主题。几小时内，50台卫星转播车从TAM校园发送信号。中午，在校园中心的舵手喷泉，学生举行临时的祷告仪式。倒塌17小时内，正式追悼仪式举行。超过16,000名哀悼者，包括当时德州副州长里克·佩里，聚集在里德竞技场向死者和不停拯救伤者的人致敬。仪式结束后，A&M大学校长Ray Bowen赠与死者家属和伤者玫瑰，人群自发默哀，与旁边的人手挽手，而后安静地唱“奇异恩典”。只有在所有救援人员和家属离开后，观众才离开。
1999年11月25日，篝火计划燃烧日前一天，农工则举行守夜和追忆仪式。超过40,000人点燃蜡烛，两小时默默注视着倒塌现场，而后走向Kyle橄榄球场举行吼叫活动。在体育馆，帕森骑兵发射了十二响农工大炮，每名遇难者一发，此时球迷自发点燃蜡烛。前总统乔治·H·W·布什和他妻子芭芭拉和德州州长乔治·W·布什和他妻子劳拉出席纪念仪式。
翌日，农工以20-16打败德州长角牛，赢得了年度对抗比赛。F-16战斗机在比赛开始时，以致敬失去的人的队形飞过，所有飞机由前A&M学生驾驶。这场飞行由参议员菲尔·格拉姆捐赠，他作为一个民选官员，享有死后为他保留的飞行仪式权利，然而他却要求将飞行仪式用于向12个农工学生致敬。在半场结束时，德州长角牛乐队为坍塌中死伤的学生演奏，最后演奏奇异恩典和安息号，然后离场时脱下白帽以示尊敬。战斗德州农工乐队也为死者演奏了颂歌，和以往不同的是，他们这次以安静的终止式（silent cadence）离场。一般在对手乐队演奏时坐着的农工学生，两场演奏都一直站着，并都给予长时间的鼓掌。
篝火悼念委员会收集了悼念游客在坍塌现场留下数不清的物品。TAM领导在系大楼树立了死去学生的照片。在那里，一群大四学生留下了他们的农工戒指，永远赠给那些尚未能过上自己生活的学生。多个组织成立基金会纪念遇难者，并帮助解决事故招致的费用。基金会总共收到了超过25万美元的资金。

### 原因，后果，争议
TAMU成立的委员会发现，多个原因导致篝火坍塌，包括木头上的“过度内应力”和捆绑木头铁线的“不足牵制力”。所以在上层木头楔入下层时，铁线断开。
批评者更加指责学校以传统的名义对仅以很少的工程和安全协议搭建一个不安全的结构的行为视而不见。木堆坍塌前，有人就以之前篝火的部分坍塌，持续缩短的燃烧时间（燃烧后的倒塌）（从几小时缩短到不到20分钟），多个篝火地点事关酒精和不安全的胡闹行为导致的人为事故，表示了对篝火安全问题的担忧。至少两个死于1999年篝火坍塌的学生是在法定喝酒年龄之下的，而验尸结果表明，血液酒精含量很高；然而，测试结果的不一也招来了准确性的质疑。
1999年坍塌中死伤者父母提交对TAM行政人员的诉讼，其中包括校长Ray Bowen，学务处副主席J. Malon Southerland，1999年红头盔，和大学本身。六项诉讼之一，原告认为官方未确保篝火结构完整性，允许不合格学生参与堆建而使遇难者处于“官方制造的危险”之中，所以控告A&M行政人员违反了篝火遇难者正当法律程序的权利。原告指出以下内容为证据认为官方知悉篝火的危险，一为，1996年学校获得了200万美元的责任保险单，二为，早在1987年学校就开始为学生工人购买了意外死亡与截肢保险合同。TAM坚持认为保险合同实际上是是由咨询委员会而非学校购买的。2004年5月21日，联邦法官塞缪尔B.肯特驳回所有对TAM官员的指控。2005年，原来的64个被告人有36个，包括所有红头盔，由保险公司支付解决了案件中他们的部分，大约为425万美元。第五巡回上诉法院在2007年四月驳回了余下对TAM及其官员的法律诉讼。2007年10月，美国最高法院拒绝复审上诉庭的判决。
2000年，德州专业工程师董事会宣布篝火达到了可被认为是复杂建筑项目的条件，所以应由州工程法管理。如果篝火仍旧由大学以先前状态继续下去，那么它必须由职业工程师设计监督。
为了更加安全，篝火推迟到2002年才重建。安全计划发展的拖延，高额的花费（主要由于责任险），导致A＆M校长Ray Bowen再次终止篝火。Bowen的继任者罗伯特·盖茨，支持此决定，说“关于篝火的未来，当诉讼还在进行时，改变现状并不合适”。
2008年10月28日，TAM完结了最后一项遇难者及其家属的诉讼。大学同意支付210万美元，并保证如果篝火重返校园，将会提供工程监督。

## 篝火纪念址

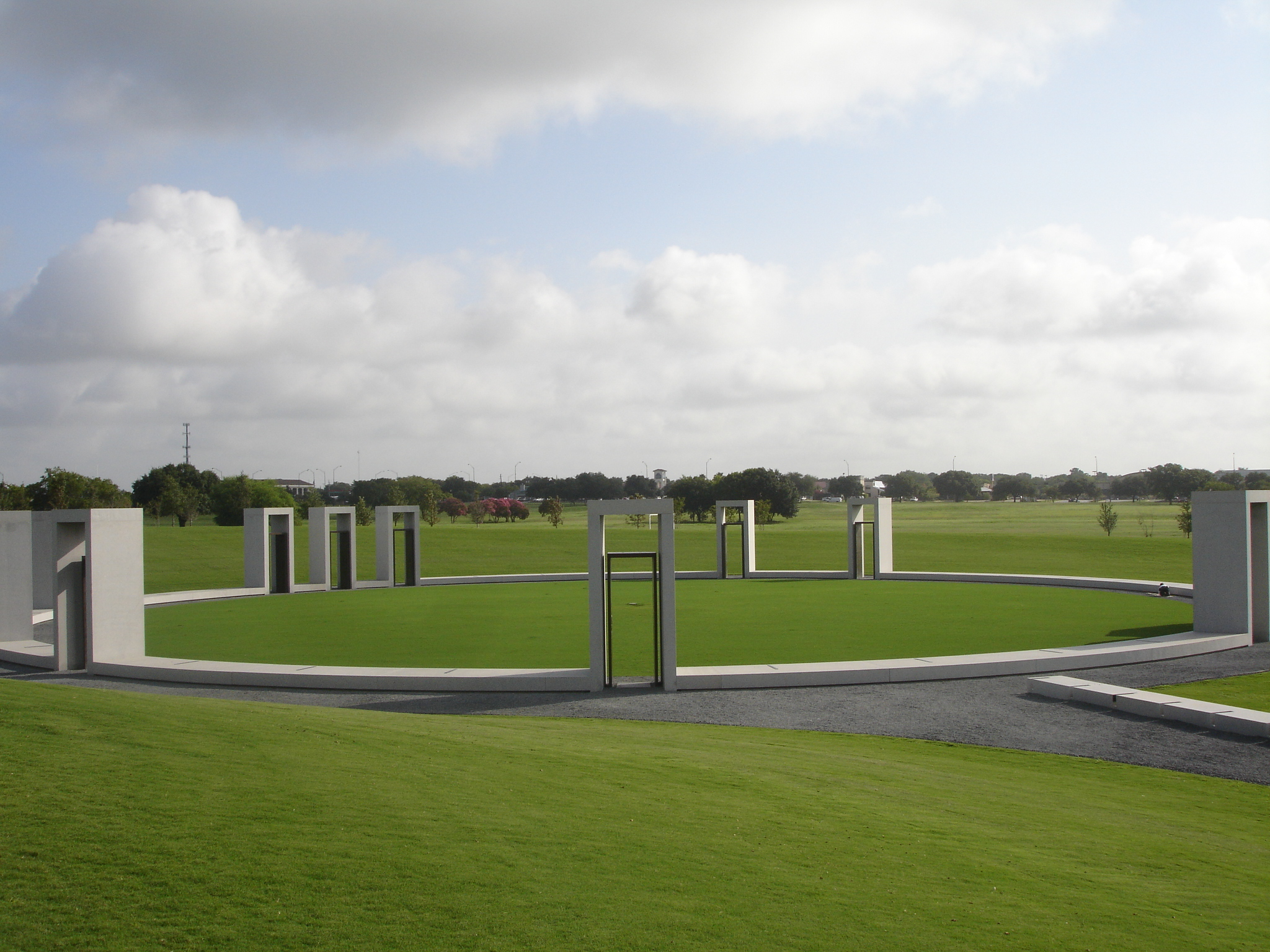
篝火纪念址精神环

纪念地点选择在大学的马球场，也就是事发地点。2003年10月开始建设，并已于2004年11月完成。2004年11月18日，事件发生后五年，篝火纪念址正式完成。纪念由三种元素组成：
- 传统广场——标记纪念处入口和反映农工传统。[52]
- 历史过道——由89块石头组成，代表之前的89年的篝火。时间轴中有一道沟表示1963年篝火因约翰·F·肯尼迪遇刺而未点燃。时间轴上也标记了三个先前与篝火有关的死亡事件。[52]
- 精神环——环围绕坍塌地点，代表着将学生聚集在一起的精神。十二道门放置在环上，指向每个学生的家乡。27块石头组成完整的环，代表27个坍塌中受伤的学生。[53]

纪念地设计被几个组织认为是杰出的建筑设计和石造建筑成就。美国建筑师学会，圣安东尼奥分会，认定纪念为2005年AIA圣安东尼奥设计奖得主。该纪念也被认定为是2005年MCAA石造建筑国际杰出奖得主。
为了进一步纪念遇难者，2000年，农工种植委员会在马球场植12颗槲树。

## 延续

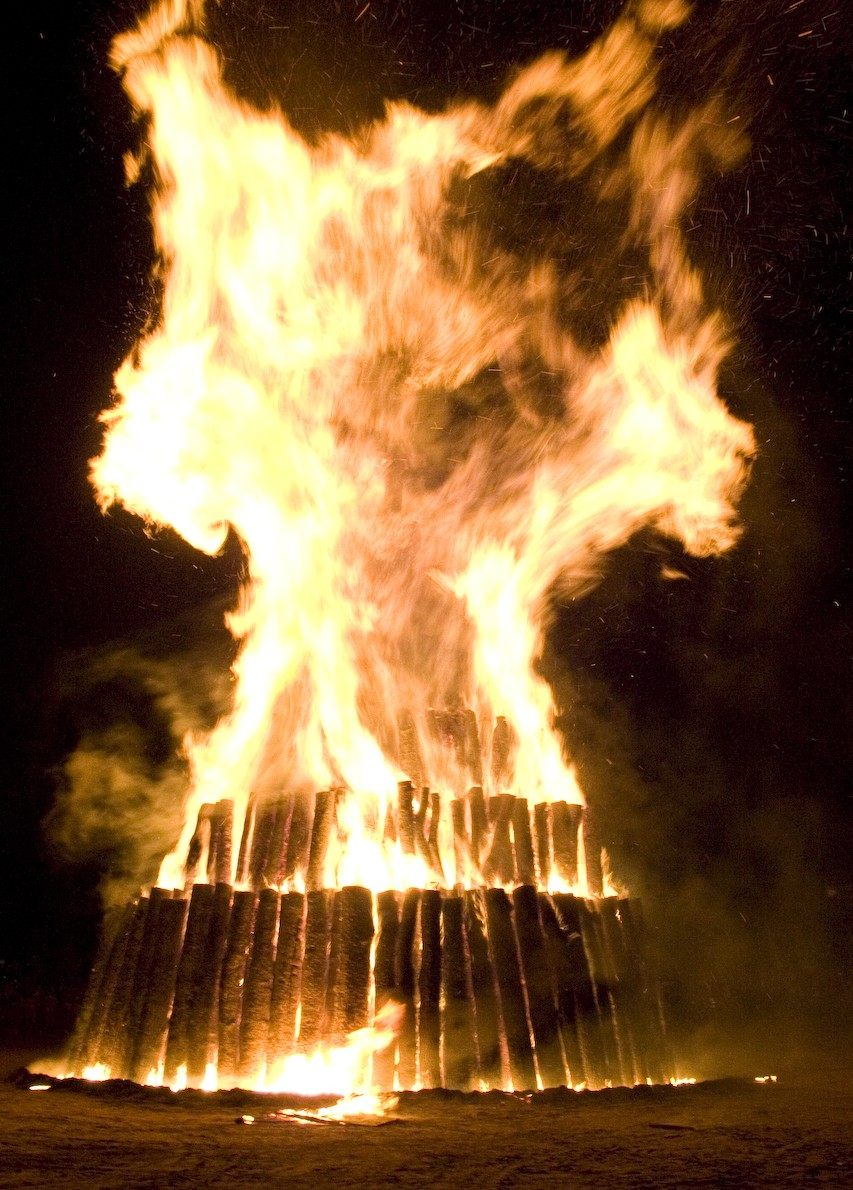
2007年学生篝火

尽管大学拒绝允许篝火在校内发生，一个非大学认可的篝火得到了地位。自20世纪30年代以来的第一个非官方篝火在2002年举办，称为“团结工程”。此篝火由三堆木头组成，中间的木堆高35英尺（11）。
2003年，项目称为学生篝火。采用专业工程师许可的设计，学生篝火使用婚礼蛋糕的设计，但是，和传统不同的是，每根木头都接触地面。为了增加支撑，四根24英尺（7.3）木杆均匀放置在木堆四周，然后用钢管栓接到45英尺（14）高的中间杆。这些杆称为Windle-杆，以Levi Windle命名，他是死于2003年一个不相关的事故的学生篝火忠实支持者。由于小组没有收到资助，学生篝火向每位出席者收取费用来负担支出。学生篝火出席人数从8,000到15,000人，项目在布拉索斯县或者周围的县举行。
德州州长里克·佩里，从前是红头盔，在2009年9月的德州月刊 采访中预言到篝火会回到校园：“就算2011年，甚至2010年发生，我都不会感到惊讶。我认为篝火会回到校园。孩子们可以再次体验到。”佩里还表示，他会让A&M官员坚决围绕回归问题的细节。然而，A&M官员并不同意佩里的断言。A&M大学系统发言人罗德·戴维斯说，没有它回归的计划。R. Bowen Loftin，学校校长，说：“关于考虑再次在校内搭建篝火，我认为我们这样做会损害大量学生利益，”

## 阅读延伸
- The Texas Aggie Bonfire : tradition and tragedy at Texas A&M , (2000), ISBN 978-0-9679433-0-5